# Бриссак-Луар-Обанс
Бриссак-Луар-Обанс (фр. Brissac Loire Aubance) — муніципалітет у Франції, у регіоні Пеї-де-ла-Луар, департамент Мен і Луара. Бриссак-Луар-Обанс утворено 15 грудня 2016 року шляхом злиття муніципалітетів Лез-Алле, Бриссак-Кенсе, Шарсе-Сент-Ельє-сюр-Обанс, Шемельє, Кутюр, Люїньє, Сен-Ремі-ла-Варенн, Сен-Сатюрнен-сюр-Луар, Сольже-л'Опіталь i Вошретьян. Адміністративним центром муніципалітету є Бриссак-Кенсе. Населення — 10 895 осіб (01.01.2021).